# Lars Cavallin
Monsignore Lars Johan Benedikt Cavallin, född 15 augusti 1940, död 18 juni 2017 i Borås, var en svensk romersk-katolsk präst och teolog. Han var son till Sam Cavallin.
Lars Cavallin kom på fädernet från en  välkänd svensk luthersk prästsläkt. Hans bror, Cæsarius Cavallin, har varit präst i Svenska kyrkan, tillika munk och prior över Östanbäcks kloster, men konverterade 2016 till Romersk-katolska kyrkan. Hans morfar, Christen Jensen Holt, var en av de ledande i den danska rörelsen Indre Mission, och grundare av Nazarethkyrkans församling i Köpenhamn. 
Cavallin var teologie doktor vid det påvliga universitetet Gregoriana i Rom, där han disputerade på en avhandling om den ledande protestantiske liberalteologen Adolf von Harnack och författade flera böcker om Romersk-katolska kyrkan, och han översatte därutöver Katolska Kyrkans katekes. 
Cavallin tjänstgjorde under olika perioder inom församlingar inom katolska kyrkan, bland dem Malmö och Visby, Han var också domprost i Stockholms katolska domkyrka och biskopsvikarie för södra Sverige. Mellan hösten 2006 och våren 2007 var han kyrkoherde i Kristus Konungens församling i Göteborg. Cavallin är begravd på Västra kyrkogården i Lerum.